# 丹格朗监狱大火
2021年9月8日，印度尼西亚万丹省丹格朗市的一处超员监狱发生火灾。印尼西部时间凌晨1:45时，丹格朗监狱C区起火，累积导致44名囚犯死亡，另有77人受伤。是次大火是印尼自2017年造成至少49人死亡的丹格朗烟花事故后最严重的一起火灾。

## 调查

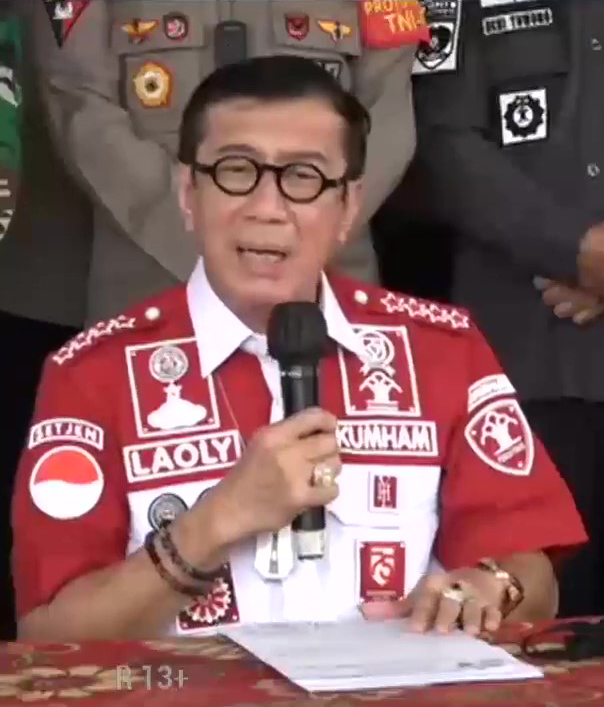
法律与人权部长Yasonna Laoly于抵达现场一小时后召开新闻发布会。

警方在初步勘查后认为火灾由短路引起。监狱自1972年建成后从未升级、修缮过电路设施。此外现场的灭火器数量也不够。